# Sincé
Sincé, anciennement San Luis de Sincé est une municipalité colombienne située dans le département de Sucre.